# Loxura atymnus
Loxura atymnus is een dagvlinder uit de familie Lycaenidae (kleine pages, vuurvlinders en blauwtjes). De vlinder komt verspreid over het Oriëntaals gebied voor. De spanwijdte van de vlinder is 36 tot 42 millimeter.
De soort is te vinden in bossen, en vermijdt open plaatsen. Hij vliegt hoog boven de grond zijn korte zwakke vluchtjes.

## Waardplanten
De waardplanten zijn Dioscorea pentaphylla, Smilax en aardappel.